# シン・セギョン
シン・セギョン（朝: 신세경、1990年7月29日 - ）は、韓国の女優。2009年から2010年にかけて放送されたシットコム『明日に向かってハイキック』に出演したことで人気者になり、それ以降はテレビドラマや映画で主演を演じるようになった。
2009年、中央大学校演劇映画学部に入学したが、現在は休学している。所属事務所はEDAMエンターテインメント。身長164cm。

## 経歴

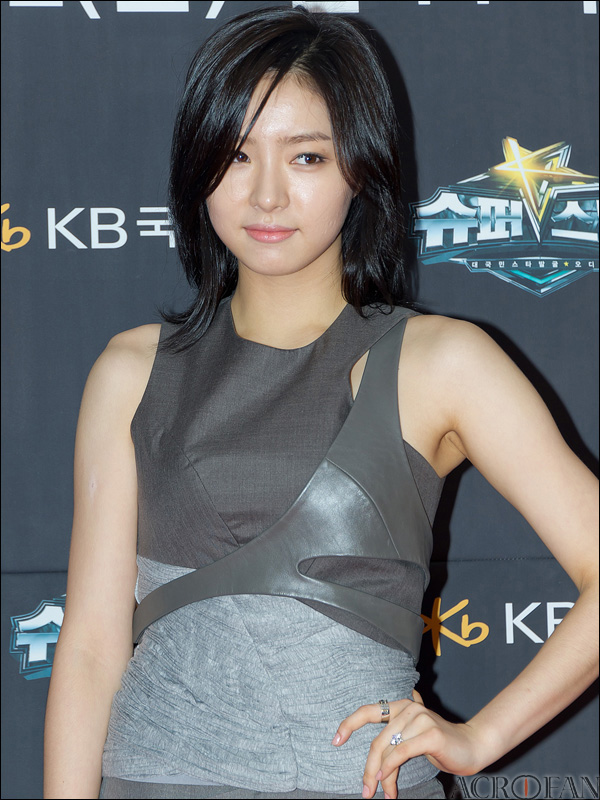
2011年『スーパースターK3』ハイライト試写会

1998年、小学2年生のときにソ・テジの曲「Take Five(テイク・ファイブ)」のポスターのモデルに起用され芸能界にデビューした。それ以前にもテレビの子ども向け長寿番組『뽀뽀뽀(ポッポッポ)』などへの出演歴がある。
2004年に公開されたムン・グニョン主演の映画『マイ・リトル・ブライド』に主人公の友だち役で出演して俳優としてデビューした後、韓国現代文学史を画する大河小説『土地』のテレビドラマ化作品『名家の娘ソヒ』で主人公ソヒの少女期役にオーディションで選出され出演した。
2006年夏には主演した怪奇映画『シンデレラ』が公開された。『マイ・リトル・ブライド』と『シンデレラ』を通じて落ちついたしっかりした演技で注目された。
2009年に、テレビドラマ『善徳女王』で主人公の双子の姉チョンミョン王女の少女期を演じて視聴者の目にとまり、オムニバス映画『오감도(オガムド)』中の一編で互いに恋人を取り換えてみる高校生たちの一人を演じた後、9月から翌2010年3月にかけて放送されヒットしたシットコム『明日に向かってハイキック』に家政婦役で出演したことで人気者になり、数多くのテレビコマーシャルや各種媒体の広告に登場するようになった。
2010年にはテレビのリアリティ・ショー『I'm Real(アイム・リアル)』でハワイでの休暇を披露し、出演したオムニバス映画『アコースティック』が公開された。
2011年から2012年には俳優として、映画『青い塩』と『リターン・トゥ・ベース』に出演し、テレビドラマでは『根の深い木』と『ファッション王』に出演、いずれも主演をつとめた。映画『青い塩』は、名実ともに韓国映画界を代表する俳優ソン・ガンホとの共演作で、ソン・ガンホには深く考えて努力する姿勢がよいと評された。
2012年には俳優活動以外に歌手として初めてデジタル・シングル「넌 달콤했어(あなたは甘かった)」と「달콤한 크리스마스(甘いクリスマス)」を出した。セギョンはすでに中学生のときに歌の訓練を受けていて、2010年の慈善のためのアルバム『러브트리프로젝트(ラブ・ツリー・プロジェクト)』に歌が収録されていた。ほかに映画『アコースティック』と『青い塩』のサウンドトラックでも歌が使われている。
2013年に恋愛物のテレビドラマ『男が愛する時』でソン・スンホンの相手役をつとめた。
2014年には映画『타짜-신의 손(いかさま師 - 神の手)』とテレビドラマ『아이언맨(アイアン・マン)』に出演。
2021年、デビューから約19年を共にした所属事務所ナムアクターズとの契約が終了し、EDAMエンターテインメントに移籍した。

## 出演

### テレビドラマ
- 名家の娘ソヒ - 토지（2004年 - 2005年、SBS） - ソヒ（少女時代）役[21]
- 善徳女王 - 선덕여왕（2009年、MBC） - チョンミョン（天明）（少女時代）役[22]
- 明日に向かってハイキック - 지붕 뚫고 하이킥（2009年 - 2010年、MBC） - 主演：シン・セギョン役[23]
- ハイキック3～短足の逆襲～ - 하이킥! 짧은 다리의 역습（2011年 - 2012年、MBC） - シン・セギョン役
- 根の深い木 - 뿌리깊은 나무（2011年、SBS） - 主演：ソイ役[24]
- 棚ぼたのあなた - 넝쿨째 굴러온 당신（2012年、KBS） - シン・セギョン役
- ファッション王 - 패션왕（2012年、SBS） - 主演：イ・ガヨン役[25]
- 男が愛する時 - 남자가 사랑할 때（2013年、MBC） - 主演：ソ・ミド役[26]
- アイアンマン～君を抱きしめたい - 아이언맨（2014年、KBS） - 主演：ソン・セドン役[27]
- 匂いを見る少女 - 냄새를 보는 소녀（2015年、SBS） - 主演：オ・チョリム（チェ・ウンソル）役
- 六龍が飛ぶ - 육룡이 나르샤（2015年 - 2016年、SBS） - プニ役
- ハベクの新婦 - 하백의 신부（2017年、tvN） - 主演：ユン・ソア役
- 黒騎士～永遠の約束～ - 흑기사（2017年 - 2018年、KBS2） - 主演：チョン・ヘラ役
- 新米史官ク・ヘリョン - 신입사관 구해령（2019年、MBC） - 主演：ク・ヘリョン役
- それでも僕らは走り続ける - 런 온（2020年 - 2021年、JTBC） - 主演：オ・ミジュ役
- アラムンの剣 アスダル年代記 season2 - 아라문의 검（2023年、tvN） - タニャ役
- 魅惑の人 - 세작, 매혹된 자들（2024年、tvN） - 主演：カン・ヒス（カン・モンウ）役

### バラエティ番組
- ラブ・ツリー 36.5 - 러브 트리 36.5（2009年、On Style）[28]
- アイム・リアル シン・セギョン - I'm Real 신세경（2010年、QTV）[15]
- 国境のない屋台（2018年、O'live）

### 映画
- マイ・リトル・ブライド - 어린 신부（2004年） - ヘウォン役[29]
- シンデレラ - 신데렐라（2006年） - 主演：ヒョンス役[30]
- オガムド〜五感度〜 - 오감도 < 순간을 믿어요 >（2009年） - 主演：スジョン役[31]
- アコースティック - 어쿠스틱 EP1.브로콜리의 위험한 고백（2010年） - 主演：セギョン役[32]
- 青い塩 - 푸른소금（2011年） - 主演：セビン役[16]
- リターン・トゥ・ベース - 알투비 : 리턴투베이스（2012年） - 主演：ユ・セヨン役[33]
- タチャ～神の手～ - 타짜-신의 손（2014年） - 主演：ホ・ミナ役[34]
- Another Record　(2021年)ドキュメンタリー映画

### MV
- ソ・テジ『Take Five』（1998年）
- ユンナ『Take Five』（2017年）[35]
- ポール・キム『One More Time』（2022年）[36]
- Jin(BTS)『Don't Say You Love Me』(2025年)

## 音楽活動
- 눈이 녹아요(雪が溶けます) - 러브트리프로젝트(ラブ・ツリー・プロジェクト) (2010年)[37]
- 브로콜리의 위험한 고백(ブロッコリーの危険な告白) - 映画『アコースティック』サウンドトラック (2010年)[38]
- 여름날의 블루(夏のブルー) - 映画『青い塩』サウンドトラック (歌手 My-Q との共演、2011年)[39]
- 넌 달콤했어(あなたは甘かった) (2012年)[40]
- 달콤한 크리스마스 (Original Ver.) (「甘いクリスマス」オリジナル版) (Epitone Project[41]との共演、2012年)[42]

## 広報大使
- 第9回 ソウル国際青少年映画祭 広報大使 (2007年)[43]
- プレー・フェスティバル「舞台が良い」広報大使 (2010年)[43]
- ハングル広報大使 (2012年)[43]

## 受賞歴
- 2009年 MBC放送演芸大賞「明日に向かってハイキック」
  - コメディ、シットコム部門女性新人賞[43]
  - 視聴者が選ぶベストカップル賞[43]
- 2010年 Mnet「20代の選択」 最も影響力のあるスター20人[43]
- 2011年 第15回 富川国際ファンタスティック映画祭 ファンタジア賞[43]
- 2011年 第4回 スタイルアイコン・アウォード（朝鮮語版） ニュー・アイコン[43]
- 2011年 第12回 大韓民国映像大賞 フォトジェニック賞 テレビ俳優部門[43]
- 2011年 SBS演技大賞 「ドラマスペシャル」部門 女性優秀賞「根の深い木」[43]
- 2013年 MBC演技大賞 ミニシリーズ部門 女性優秀演技賞「男が愛する時 」[43]
- 2015年　SBS演技大賞　長編ドラマ部門女子優秀演技賞「六龍が飛ぶ」
  - ベストカップル賞（with ユ・アイン）
  - 10代スター賞
- 2019年　MBC演技大賞　水木ドラマ部門　女性最優秀演技賞「新米史官ク・ヘリョン」
  - 最高の1分　カップル賞（with チャ・ウヌ）
- 2019年　今年のブランド賞　芸能人Youtuber部門